# مهبود و زروان
«مهبود و زروان» داستانی تراژیک دارای ۱۴۴ بیت در شاهنامه است. خسرو انوشیروان وزیری پاک و بیداردل به نام مهبود داشت که با زن و دو پسر جوان زیبا و برازنده‌اش خورش خانهٔ شاهی را اداره می‌کردند و شاه جز از دست ایشان غذا نمی‌خورد. ارج و قرب این خانواده نزد شاه سبب کینه و حسادت درباریان بود، از این رو زروان که به روش‌های گوناگون می‌کوشید تا مهبود را از چشم شاه بیندازد؛ سرانجام به یاری مردی یهودی غذای شاه را مسموم کرد و شاه را از مسمومیت غذا خبر داد. شاه آن غذا را به پسران مهبود خورانید و آن دو جوان بر جای سرد شدند و در برابر شاه جان دادند. آنگاه شاه فرمان قتل مهبود را داد اما چندی بعد، به اشتباه خود پی برد و خائنان را به سزای اعمالشان رسانید. زروان و مرد یهودی را بر دار کرد و اموالشان را به بازماندگان مهبود بخشید.

## همخوانی با تاریخ
اگرچه بر پایه‌ی تاریخ‌های مربوط به پادشاهی انوشیروان وزارت مهبود پیش از وزارت  بزرگ‌مهر فرزانه بوده است ولی فرهیخته توس این داستان را پس از وزارت بزرگ‌مهر آورده است  . از سوئی دیگر در تاریخ طبری و تاریخ‌های تاریخ‌نویسان یونانی و لاتین نامی از زروان به میان نیامده است   و این نیرنگ‌بازی آذرونداد  بوده که به ازمیان‌برداشتن  مهبود انجامیده است .
چون زروان اکرانا (بی‌کرانه) ایزدزمان، خداوندگار مهرباوران بوده است ، می‌توان به این پی‌امد رسید که موبدان ذرتشتی که با مهر‌آئینان سر ستیز داشتند در این داستان در خدای‌نامک دست‌برده‌اند. و می ‌دانیم که فردوسی از‌آن برای منبع بهره‌گرفته بود 

## ویراستار
- شریفی، محمد (۱۳۸۷).  محمدرضا جعفری، ویراستار. فرهنگ ادبیات فارسی. تهران: فرهنگ نشر نو و انتشارات معین. شابک ۹۷۸-۹۶۴-۷۴۴۳-۴۱-۸.